# Cortês
Cortês este un oraș în Pernambuco (PE), Brazilia.